# Балаклейский ремонтный завод
Балаклейский ремонтный завод (укр. Балаклійський ремонтний завод) — государственное предприятие военно-промышленного комплекса Украины, которое осуществляет ремонт и техническое обслуживание ракетно-артиллерийских систем, автомобильной и специальной техники для нужд министерства обороны Украины.

## История
Предприятие было создано в 1932 году как артиллерийская мастерская 1-го разряда наркомата обороны СССР и в дальнейшем преобразовано в 1-й арсенал ГРАУ.
После провозглашения независимости Украины, Балаклейская ремонтная база была передана в ведение министерства обороны Украины.
В апреле 2003 года завод получил право продажи на внутреннем рынке страны избыточного военного имущества вооружённых сил Украины, предназначенного для утилизации.
26 июля 2006 года Кабинет министров Украины преобразовал завод в государственное коммерческое предприятие.
29 марта 2007 года директор завода В. Стрельченко стал лауреатом регионального конкурса «Харьковчанин года»
По состоянию на начало 2008 года, предприятие имело возможность:
- производить капитальный ремонт зенитно-ракетных комплексов «Оса» (9А33, 9В210, 9В242, 9В914, 9Т217, 9Ф632), «Куб» (1С91, 2В7, 2В8, 2П25, 2Т7), «Круг» (изделия типа 3М8), 9К37 «Бук», 9К330 «Тор», зенитного ракетно-артиллерийского комплекса 2К22 «Тунгуска» (1Р10, 2С6, 9Т210), зенитно-артиллерийского комплекса ЗСУ-23-4 «Шилка» (2А6, 2Ф53, КРАС-1РШ), переносных зенитных ракетных комплексов «Игла» (изделия типа 9М39, 9М313), «Стрела» (изделия типа 9М31, 9М32, 9М36, 9М37), зенитных артиллерийских систем ЗУ-23 и ЗПУ-4, противотанковых управляемых изделий 9М111 и 9М113, агрегатов наземного оснащения комплексов 9К72 (9П117, 9Т31, 9Т3М) и 9К79 (9Т218)[1]
- производить техническое обслуживание № 2 с элементами капитального ремонта базовых шасси ГМ-352, ГМ-355, БТР-60ПБ, БАЗ-5937, БАЗ-5939, Урал-375 и ЗИЛ-131[1]
- производить ремонт комплектующих блоков и узлов изделий типа 3М8, 3М9, передвижных пунктов управления зенитных батарей ПУ-12 и ПУ-12М, пусковых установок ракет типа «Скад» и транспортно-заряжающих машин ракетного комплекса «Точка»[1]
- осуществлять утилизацию боеприпасов (в том числе, 100-мм, 122-мм, 125-мм, 152-мм выстрелов)[1]
- оказывать услуги военно-технического назначения: монтаж и наладку технологических потоков регламента и ремонта изделий; командировать ремонтные бригады, советников и консультантов; осуществлять обучение военнослужащих и технических специалистов[1]

В период с 5 по 13 августа 2008 года группа работников завода находилась в служебной командировке в Грузии, выполняя техническое обслуживание зенитно-ракетных комплексов «Бук-М1», поставленных с Украины для вооружённых сил Грузии.
Начавшийся в 2008 году экономический кризис осложнил положение завода, в декабре 2008 — январе 2009 года часть работников завода была сокращена.
В дальнейшем, предприятием было освоено производство массогабаритных макетов из стрелкового оружия, ремонт пневматического оружия и производство взрывчатых веществ.
После создания в декабре 2010 года государственного концерна «Укроборонпром», предприятие было включено в состав концерна.
После начала боевых действий на востоке Украины весной 2014 года завод был привлечен к выполнению военного заказа: 8 сентября 2014 года министерство обороны Украины выделило заводу 3,7 млн. гривен на комплексный ремонт боевых машин 9А33БМ3 к комплексам «ОСА-АКМ» для в/ч А1964 (пгт. Гвардейское, Днепропетровская обл.), в марте 2015 года заводу выделили ещё 24,58 млн гривен на выполнение ремонта зенитных самоходных установок ЗСУ-23-4 «Шилка».
Кроме того, в декабре 2014 года сводный отряд военнослужащих из числа работников предприятия был направлен в Луганскую область.
1 августа 2017 года завод передал украинской армии отремонтированную зенитную установку ЗСУ-23-4 «Шилка». Всего с 2014 до начала августа 2017 года завод отремонтировал и передал в войска «около сотни единиц вооружения и военной техники».
В 2018 году завод отремонтировал и передал в войска свыше десяти зенитных комплексов («Тунгуска», «Шилка» и «Оса»).